# Língua caiabi

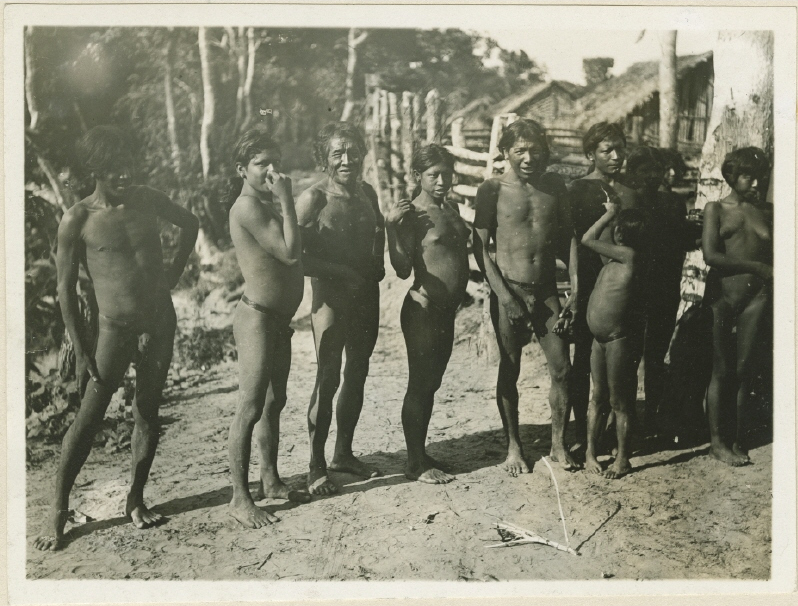
"Indígenas caiabi" (SCHMIDT, Max. 1950)

O caiabi, também chamado de kayabí e kawaiwete, é uma língua indígena brasileira, falada pela etnia homônima. Pertence à família tupi-guarani, do tronco tupi. Está no ramo kawahib, que contém línguas como o apiaká e o juma. Ele é falado no Parque Indígena do Xingu, além de regiões no Rio dos Peixes e no Teles Pires.
Dentre os cauaíbes, suas línguas têm função importante de distinguir as diferentes etnias, construindo fundamentalmente a identidade cultural desses povos.
Atualmente, há cerca de mil falantes de kawaiwete. Ele se encontra em risco de extinção, portanto há um grande esforço para sua revitalização, o qual representa empenho à preservação da memória do seu povo em seus aspectos sociais, culturais e históricos. A língua ocupa papel relevante na construção da identidade cultural. Assim, existem projetos de pedagogia e cultura centrados nos kawaiwete, nos quais se exaltam seus costumes.

## Etimologia
A etimologia do nome "Caiabi" ("Kayabi", Kayabí"), o exônimo, teria origem em expedições de conquista do Brasil. Inicialmente, eram chamados de "Cajahí", que se alterou para "Cajabi" e, finalmente, chegou à forma atual. Na "língua geral" significaria "morador do mato". Tal forma é amplamente disseminada enquanto nome do povo e da língua. De acordo com Stuchi, tal denominação seria validada pelo uso dos próprios indígenas.
Von den Steinen menciona a palavra "Paruá," traduzido como "umbigo", "parente". Segundo Weiss, eles se autodenominam como "janerete", o qual seria traduzido como "nós, os verdadeiros". Ademais, é consenso o uso endônimo do termo "kawaiwete", que significaria "grande guerreiro."

## Distribuição
O kawaiwete é falado pelos caiabis, povo indígena presente no Parque Indígena do Xingu, MT, além do Rio Teles Pires, MT e PA. Também, o kawaiwete é falado pelos indígenas às margens do rio dos Peixes.
O Rio Teles Pires converge ao rio Tapajós, possibilitando o contato com os apiaká, outros cauaíbes, e os mundurukú. Eles mantêm intercâmbio cultural uns com os outros. A língua é essencial para a determinação da etnia. Por exemplo, pessoas que se casam com membros de outras tribos devem aprender a língua de seu parceiro para participarem da vida em comunidade na tribo.
Com a vinda dos seringueiros ao longo da história, o português tornou-se uma língua franca, que é usada tanto para a comunicação entre brancos e indígenas quanto para a comunicação entre moradores de aldeias diferentes, num contexto de múltiplas etnias.
Não existe grande variação diatópica do idioma, mas é interessante observar que, no Pará, há relativamente mais nasalização.
| Kawaiwete | Apiaká | Mundurukú | Tradução |
| --------- | ------ | --------- | -------- |
| tata      | tatá   | rašá      | sol      |
| ãi        | nerain | uráǐ      | dente    |
| janu      | nhandú | įruá      | aranha   |

Vale ressaltar que a língua mundurukú não pertence à família tupi-guarani, mas há proximidade geográfica entre os falantes de kawaiwete e mundurukú.

## Fonologia
De modo geral, as palavras em kawaiwete são oxítonas. O kawaiwete tem 12 vogais e 14 consoantes.

### Consoantes
Há duas consoantes que não existem em português: /ʔ/ e /ŋ/.
|             | Bilabial | Labiovelar | Labiodental | Alveolar | Pós-Alveolar | Palatal | Velar | Glotal |
| ----------- | -------- | ---------- | ----------- | -------- | ------------ | ------- | ----- | ------ |
| Plosiva     | p        | kʷ         |             | t        |              |         | k ɡ   | ʔ      |
| Africada    |          |            |             | (ts)     |              |         |       |        |
| Nasal       | m        |            |             | n        |              |         | ŋ     |        |
| Fricativa   | (ɸ)      |            | f           | s        |              |         |       |        |
| Aproximante |          | w          |             |          |              | j       |       |        |
| Lateral     |          |            |             |          |              |         |       |        |
| Vibrante    |          |            |             | ɾ        |              |         |       |        |

- Alguns autores atribuem o fone de fricativa bilabial [ɸ] a <f>, em vez de [f].
- A consoante <g> é friccionada de certo modo, como [ɡ͡ɣ].
- Ao fim de palavras, <t> se torna solto, formando [t̥].
- Ao fim de palavras, <p> se torna solto, formando [p̊].
- Já se registrou o fone africado [ts], mas sua existência ainda gera debate.

Os estudos sobre a fonologia da língua caiabi divergem em certos aspectos fonêmicos, como a presença de fones africados e a pronúncia da letra <f>.

### Vogais
Em kawaiwete, há uma vogal que não existe em português, além da sua forma nasalizada – /ɨ/ e /ɨ̃/.
|        | Anterior | Central | Posterior |
| ------ | -------- | ------- | --------- |
| Altas  | i        | ɨ       | u         |
| Baixas | e (ɛ)    | a       | ɔ         |

É possível que a vogal baixa anterior seja pronunciada tanto fechada [e] quanto aberta [ɛ].
|        | Anterior | Central | Posterior |
| ------ | -------- | ------- | --------- |
| Altas  | ĩ        | ɨ̃       | ũ         |
| Baixas | ẽ        | ã       | ɔ̃         |

### Ditongos
Em kawaiwete, os ditongos são formados com semivogais equivalentes a /i/ ou /u/. Quando a vogal é nasalizada, também ocorre nasalização na semivogal (/ĩ/ ou /ũ/).

### Fonotática
Em kawaiwete, há cinco tipos de sílabas: consoante-vogal (C.V.), consoante-vogal-consoante (C.V.C.), vogal (V.), glotal-consoante-vogal (ʔC.V.) e glotal-consoante-vogal-consoante (ʔC.V.C.). Na sílaba inicial de palavras, qualquer consoante pode aparecer. No final de palavras, pode haver plosiva bilabial (/p/), alveolar (/t/) e velar surda (/k/), além de nasais (/m/, /n/, /ŋ/) e aproximantes (/w/, /j/). 
| Estrutura silábica | Palavra    | Pronúncia       | Tradução           |
| ------------------ | ---------- | --------------- | ------------------ |
| CV                 | mokaruat   | /mɔ.ka.ru.at/   | enfeitiçar         |
| CV                 | jenosĩ     | /je.nɔ.sĩ/      | estar com vergonha |
| CV                 | pytu'u     | /pɨ.tu.ʔu/      | descansar          |
| CVC                | mo'yt      | /mɔ.ʔɨt/        | colar              |
| CVC                | joponekwap | /jɔ.pɔ.nɛk.wap/ | ultrapassar        |
| CVC                | ipek       | /i.pek/         | pato               |
| V                  | ũnay       | /ũ.na.ɨ/        | preto              |
| V                  | popyo      | /pɔ.pɨ.ɔ/       | esticar            |
| V                  | 'ai        | /ʔa.i/          | pomo-de-adão       |
| ʔCV                | karupa'mĩ  | /ka.ɾu.pa.ʔmĩ/  | veadinho           |
| ʔCV                | 'g̃a        | /ʔŋa/           | ele                |
| ʔCV                | 'u'y'wi'i  | /ʔu.ʔɨ.ʔwi.ʔi/  | flechinha          |
| ʔCVC               | pi'rok     | /pi.ʔɾɔk/       | tirar couro        |

### Morfofonêmica
Em kawaiwete, ocorrem mudanças morfofonêmicas entre os morfemas constituintes das palavras, frequentemente. Observam-se oito tipos de alterações.

#### Lenição (enfraquecimento consonantal)
- Quando uma oclusiva do morfema final é seguida de uma vogal, ela é enfraquecida.
- Também, existem casos em que a lenição acontece no início do morfema ou da palavra, entretanto eles não são aplicados como regra geral na língua.[28][29]

| Caso      | Exemplo                         | Pronúncia                             | Tradução                  |
| --------- | ------------------------------- | ------------------------------------- | ------------------------- |
| /p/ → /w/ | mutap + a → mutawa              | /mutap/ + /a/ → /mutawa/              | pirão de peixe            |
| /t/ → /ɾ/ | mo'yt + ete → mo'yrete          | /mɔ?ɨt/ + /ete/ → /mɔ?iɾete/          | colar verdadeiro          |
| /k/ → /g/ | ypek + -a → ypega               | /ɨpek/ + /-a/ → /ɨpega/               | pato                      |
| /p/ → /w/ | jetyk + piaramũ → jetyk wiaramũ | /jetɨk/ + /piaɾamũ/ → /jetɨk wiaɾamũ/ | buscar batatas            |
| /f/ → /w/ | waj + -fuku → waj wuku          | /waj/ + /-fuku/ → /waj wuku/          | rabo comprido             |
| /m/ → /w/ | -sĩ + -mukup → -sĩwukup         | /-sĩ/ + /-mukup/ → /-sĩwukup/         | esquentar a ponta         |
| /n/ → /ɾ/ | ywy + -nupã → -ywyrupã          | /ɨwɨ/ + /-nupã/ → /ɨwɨɾupã/           | bater no chão             |
| /t/ → /ɾ/ | mutawa + -tai → Mutawa rai.     | /mutawa/ + /-tai/ → /mutawa ɾai/      | A mojica está apimentada. |
| /k/ → /ŋ/ | -nupy'ã + -ka → -nupy'ãg̃a       | /-nupɨʔã/ + /-ka/ → /-nupyʔãŋa/       | bater o joelho            |

#### Eliminação
Quando há uma consoante na posição inicial da próxima palavra, o morfema que acaba em consoante tende a ser eliminado.
_C1 + C2_ → _C2_
Entretanto, quando existe uma oração dependente começando um período, seguida de uma conjunção, a consoante no começo da conjunção é excluída se o morfema da última palavra da oração subordinada acabar em consoante.
_C1 + C2_ → _C1_
O fonema /i/ cai quando ele inicia uma conjunção ou uma posposição precedida por uma vogal.
_V + i_ → _V_
| Caso           | Exemplo                         | Pronúncia                             | Tradução         |
| -------------- | ------------------------------- | ------------------------------------- | ---------------- |
| C1 + C2 → C2   | akutuk + je → Akutu je.         | /akutuk/ + /je/ → /akutu je/          | Eu furo.         |
| C1 + C2 → C2   | pẽesak + te → Pẽesa te?         | /pẽesak/ + /te/ → /pẽesa te/          | Vocês veem?      |
| C1 + C2 → C1   | 'g̃a kutuk + ramũ → 'g̃a kutugamu | /ʔŋa kutuk/ + /ɾamũ/ → /ʔŋa kutugamũ/ | quando ele furou |
| _V + _i_ → _V_ | ko + ipe → kope                 | /kɔ/ + /ipe/ → /kɔpe/                 | para a roça      |

#### Metátese
Quando um morfema terminado em consoante é seguido por glotal-vogal, ele tende a ser incorporado entre a glotal e a vogal.
_C + ʔV_ → _ʔVC_
| Exemplo                   | Pronúncia                     | Tradução       |
| ------------------------- | ----------------------------- | -------------- |
| 'u'yp + -'i'i → 'u'y'wi'i | /ʔuʔɨp/ + -ʔiʔi → /ʔuʔɨʔwiʔi/ | flecha pequena |
| pit + 'ok → pi'rok        | /pit/ + /ʔɔk/ → /piʔɾɔk/      | tirar o couro  |

#### Nasalização
Em ambiente nasal, algumas vogais orais e consoantes se tornam nasais.
C/V → C/V[+nasal] \N
| Caso             | Exemplo                   | Pronúncia                       | Tradução                   |
| ---------------- | ------------------------- | ------------------------------- | -------------------------- |
| V → V[+nasal] \N | panakũ + uu → panakũũũ    | /panakũ/ + /uu/ → /panakũũũ/    | cesto grande (para costas) |
| C → C[+nasal] \N | sobradĩ + ipe → sobradĩme | /sobɾadĩ/ + /ipe/ → /sobɾadĩme/ | para a aldeia Sobradinho   |

#### Dissimilação
- Quando um morfema que tem vogal baixa anterior ou posterior recebe um sufixo o qual se possui a vogal central baixa, aquela tende a se tornar alta.[28][29]

/e/ + /a/ → /i/ /a/
/ɔ/ + /a/ → /u/ /a/
- Quando um morfema tem a vogal posterior alta, uma semivogal velar ou uma consoante oclusiva velar labializada e possui um prefixo com a vogal posterior baixa, este tem tendência de se tornar central.[28][29]

/ɔ/ + /u/ → /a/ /u/
/ɔ/ + /w/ → /a/ /w/
/ɔ/ + /kʷ/ → /a/ /kʷ/
| Caso                  | Exemplo                 | Pronúncia                     | Tradução                |
| --------------------- | ----------------------- | ----------------------------- | ----------------------- |
| /e/ + /a/ → /i/ /a/   | -wewe + -aw → -wewiaw   | /-wewe/ + /-aw/ → /-wewiaw/   | voar                    |
| /ɔ/ + /a/ → /u/ /a/   | aemono + -at → aemonuat | /aemɔnɔ/ + /-at/ → /aemɔnuat/ | chefe                   |
| /ɔ/ + /u/ → /a/ /u/   | -mo- + -fuk → mamuk     | /-mɔ-/ + /-fuk/ → /mamuk/     | fazer furar (causativo) |
| /ɔ/ + /w/ → /a/ /w/   | o- + -wau → Awau.       | /ɔ/ + /w/ → /awau/            | Ele vai.                |
| /ɔ/ + /kʷ/ → /a/ /kʷ/ | -mo- + -kwap → -mag̃ap   | /-mɔ-/ + /-kʷap/ → /-maŋap/   | peneirar                |

#### Assimilação
Quando o prefixo de um morfema que tem a vogal central baixa apresenta a vogal posterior baixa, a vogal do prefixo torna-se a vogal do radical.
/a/ + /ɔ/ → /ɔ/ /ɔ/
| Exemplo               | Pronúncia                    | Tradução      |
| --------------------- | ---------------------------- | ------------- |
| a- + -o → Oo.         | /a-/ + /-ɔ/ → /ɔɔ/           | Eu vou.       |
| sa- + -o'ok → sojo'ok | /sa-/ + /-ɔ'ɔk/ → / sɔjɔ'ɔk/ | Separamo-nos. |

#### Tonicidade
Toda palavra formada por composição ou fixação é oxítona. Há mudança na tonicidade para que a última sílaba da nova palavra seja tônica.
| Exemplo            | Pronúncia                  | Tradução    |
| ------------------ | -------------------------- | ----------- |
| eit + y → eiry     | /e'it/ + /ɨ/ → /e.i'rɨ/    | suco de mel |
| 'ok + ipe → 'ogipe | /ʔɔk/ + /ipe/ → /ʔɔ.gi'pe/ | para casa   |

#### Ressilabificação
Muda-se a divisão silábica quando o morfema de uma palavra termina em consoante e o próximo se inicia em vogal. Desse modo, só pode existir sílaba fechada no final de enunciado em kawaiwete.
| Exemplo                | Pronúncia                         | Tradução           |
| ---------------------- | --------------------------------- | ------------------ |
| kwat + ipe → kwaripe   | /kʷat/ + /i.pe/ → /kʷa.ri.pe/     | na estação da seca |
| makajup + y → makajuwy | /ma.ka.jup/ + /ɨ/ → /ma.ka.ju.wɨ/ | mingau de macaúba  |

## Ortografia
O alfabeto kawaiwete tem 20 letras. A escrita kawaiwete corresponde à pronúncia das palavras, portanto ela também preserva as características morfofonêmicas da língua.
| Letra | Fonema  | Exemplo de pronúncia em português |
| ----- | ------- | --------------------------------- |
| Aa    | /a/     | casa                              |
| Ee    | /e/ /ɛ/ | elefante pele                     |
| Ff    | /f/     | farofa                            |
| Gg    | /ɡ/     | galactose                         |
| G̃g̃    | /ŋ/     | sing (inglês)                     |
| Ii    | /i/     | hífen                             |
| Jj    | /j/     | meio                              |
| Kk    | /k/     | cabana                            |
| Kw kw | /kʷ/    | quando                            |
| Mm    | /m/     | maçã                              |
| Nn    | /n/     | nariz                             |
| Oo    | /ɔ/     | ópera                             |
| Pp    | /p/     | pato                              |
| Rr    | /ɾ/     | arame                             |
| Ss    | /s/     | sapo                              |
| Tt    | /t/     | tatu                              |
| Uu    | /u/     | uva                               |
| Ww    | /w/     | caule                             |
| Yy    | /ɨ/     | ywy (guarani)                     |
| '     | /ʔ/     | Pausa no meio de "ã-ã"            |

Cada vogal apresenta um correspondente nasalizado, o qual é representado por <~>. Assim, existem <ã>, <ẽ>, <ĩ>, <õ>, <ũ> e <ỹ>.
Existem autores os quais colocam acento grave acima da segunda letra de ditongos orais.
Por não existir um órgão oficial da língua kawaiwete, variações ortográficas não só são esperadas, como também podem ser observadas em variadas pesquisas.

## Gramática

### Pronomes pessoais
Em kawaiwete, os pronomes pessoais da terceira pessoa variam segundo o gênero do locutor, ou seja, eles indicam o gênero do remetente e do referente.
|          | Primeira pessoa                  | Segunda pessoa | Terceira pessoa               |
| -------- | -------------------------------- | -------------- | ----------------------------- |
| Singular | je                               | ene            | 'g̃a (masculino) ẽẽ (feminino) |
| Plural   | jane (inclusivo) ore (exclusivo) | pẽ             | 'g̃ã                           |

|          | Primeira pessoa                  | Segunda pessoa | Terceira pessoa                 |
| -------- | -------------------------------- | -------------- | ------------------------------- |
| Singular | je                               | ene            | kĩã (masculino) kynã (feminino) |
| Plural   | jane (inclusivo) ore (exclusivo) | pẽ             | wã                              |

A primeira pessoa do plural pode ser compreendida de duas maneiras. Quando ela é inclusiva, contempla o interlocutor; quando é exclusiva, ele não se encontra referenciado.
Uma exceção relevante para a variação dos pronomes de acordo com o locutor é o discurso indireto. O pronome daquele o qual transmitiu a mensagem originalmente é mantido.

### Pronomes interrogativos
Em kawaiwete, frases interrogativas específicas são formadas por um pronome interrogativo, o qual ocupa a posição de destaque na oração, a primeira posição, e a partícula "te". O verbo varia no modo interrogativo.
| Pronome interrogativo | Circunstância            | Tradução       | Exemplo             | Tradução do exemplo      |
| --------------------- | ------------------------ | -------------- | ------------------- | ------------------------ |
| ma'ape                | local                    | onde aonde     | Ma'ape te ereo?     | Aonde você vai?          |
| mamũ                  | finalidade               | para quê       | Mamũ te ereo?       | Para que você vai?       |
| ma'ja                 | evento ou objeto         | o quê          | Ma'ja te ereapo?    | O que você está fazendo? |
| ma'ja'ja              | evento ou objeto (outro) | o que mais     | Ma'ja'ja te ereapo? | O que mais você faz?     |
| marupi                | direção                  | em que direção | Marupi te ereo?     | Em que direção você vai? |
| mã wi                 | origem                   | de onde        | Mã wi te reri?      | De onde você vem?        |
| awỹì                  | pessoa                   | quem           | Awỹìa te oo?        | Quem vai?                |

Na resposta, a palavra principal também se encontra na primeira posição.

### Variação em gênero e em número do substantivo
Em kawaiwete, ocorre variação nem de gênero nem de número nos substantivos. Por isso, o número do substantivo é indicada por meio de um numeral. Existem somente cinco numerais em kawaiwete.
| Numeral   | Tradução |
| --------- | -------- |
| ajepeì    | um       |
| mukũì     | dois     |
| muapyt    | três     |
| irũpãwẽ   | quatro   |
| kwakwaì'i | "muitos" |

### Perguntas
Há dois tipos de pergunta em kawaiwete: polares e específicas. Para elas, utiliza-se o modo interrogativo do verbo. Para formar as específicas, é necessário colocar o pronome interrogativo à frente, seguido pela palavra "te". Para perguntas polares, o verbo deve ser colocado na primeira posição, seguido da partícula supracitada.

### Conjugação modal do verbo
Em kawaiwete, há quatro modos verbais: indicativo, interrogativo, imperativo e intencional. O modo interrogativo é usado para formular perguntas; o modo imperativo é usado para dar comandos ou persuadir o ouvinte. Ademais, o modo intencional expressa o desejo, a intenção, a opinião do remetente.

#### Modo intencional
A conjugação varia de acordo com o tipo de oração, sendo a desinência acrescentada ao início da forma verbal. A negação é feita por meio da palavra <emẽ>.
| Pessoa                   | Orações eventivas | Orações estativas |
| ------------------------ | ----------------- | ----------------- |
| 1a do singular           | ta-               | taje-             |
| 2a do singular           | tere-             | tene-             |
| 3a do singular           | to-/tu(e)-        | ti-               |
| 1a do plural (inclusiva) | si-/sa-           | tajane-           |
| 1a do plural (exclusiva) | tojo-/taru(e)-    | tore-             |
| 2a do plural             | tepẽ-             | tepẽ-             |
| 3a do plural             | to/tu(e)          | ti-               |

| Desinência | Exemplo                | Tradução                           |
| ---------- | ---------------------- | ---------------------------------- |
| taje-      | Tajemi'uat ra'ne 'jaù. | [Eu digo] pretendo comer primeiro. |
| si-        | Si'u 'jaù.             | [Eu digo] vamos comê-lo.           |
| ta-        | Taruapo emẽ 'jaù.      | [Eu digo] nós não o faremos.       |

#### Modo imperativo
O verbo se encontra na primeira posição. Existe o imperativo forte, o qual demonstra uma ordem, e o imperativo fraco, uma advertência. Ademais, as ideias de imperativo podem ser expressas no indicativo, a depender da entonação da oração.
A forma verbal do imperativo também varia nas formas de positivo e negativo.
| Pessoa                    | Imperativo forte   | Imperativo fraco       |
| ------------------------- | ------------------ | ---------------------- |
| 2a do singular (positivo) | e- + verbo         | ere- + verbo + (i)ne   |
| 2a do singular (negativo) | ere- + verbo + awi | ere- + verbo + kasi ne |
| 2a do plural (positivo)   | pe'je- + verbo     | pe- + verbo + (i)ne    |
| 2a do plural (negativo)   | pe- + verbo + awi  | pe- + verbo + kasi ne  |

| Desinência | Exemplo          | Tradução          |
| ---------- | ---------------- | ----------------- |
| ere- awi   | Ereo awi!        | Não vá!           |
| e-         | Epyta 'aù futat! | Fique aqui mesmo! |
| ta-        | Ere'ar ine!      | Você vai cair!    |

#### Modo interrogativo
A conjugação depende da pessoa a quem se pergunta, além do indivíduo sobre quem se pergunta.
Geralmente, aparece o morfema interrogativo "te". O sintagma interrogativo aparece na primeira posição em perguntas específicas. Em perguntas polares, o sintagma que expressa o assunto da pergunta é colocado na primeira posição, antes de "te". Na resposta, a palavra mais relevante, que responde a pergunta, também é colocada na posição de destaque.
Quando a questão está no sujeito ou no objeto do verbo da pergunta, utiliza-se a forma declarativa. Quando o foco está em um adjunto, perguntando uma circunstância verbal, utiliza-se a forma verbal de enfoque. O declarativo é usado quando o assunto da pergunta é a segunda pessoa, independentemente do que se pergunta.
| Morfemas da pergunta                              | Exemplo             | Tradução                          |
| ------------------------------------------------- | ------------------- | --------------------------------- |
| "mamũ" - "por quê" "te" - partícula interrogativa | Mamũ te 'g̃a oì?     | Por que ele vai?                  |
| "ipira are" - "para pescar"                       | Ipira are 'g̃a oì.   | Ele vai para pescar.              |
| "ma'ja" - "o quê" "te" - partícula interrogativa  | Ma'ja te 'g̃a wapo?  | O que ele está fazendo?           |
| "yrupema" - peneira                               | Yrupema 'g̃a wapo.   | Ele está fazendo uma peneira.     |
| "te" - partícula interrogativa                    | Ereset te ejupa?    | Você está dormindo (deitado)?     |
| "Ẽẽ" - "sim"                                      | Ẽẽ. Aset je tejupa. | Sim. Eu estou dormindo (deitado). |
| "te" - partícula interrogativa                    | Ereo te?            | Você vai?                         |
| "naani" - "não                                    | Naani. Nooì je.     | Não, não vou.                     |

### Indicação de tempo
Em kawaiwete, o tempo não é indicado por uma desinência verbal, mas sim por partículas no fim das orações. Eles sempre se referem ao pretérito. A ausência desse indicador de tempo demonstra uma ação presente. Além disso, a partícula varia de acordo com a presença do falante.
|                     | Passado mais recente (o dia atual) | Passado | Passado distante (há muitos meses) |
| ------------------- | ---------------------------------- | ------- | ---------------------------------- |
| Presença do locutor | ko                                 | ai'i    | ikue                               |
| Ausência do locutor | ra'e                               | rai'i   | rakue                              |

O tempo também pode ser especificado adicionalmente por um advérbio de tempo.
| Partícula | Exemplo                   | Tradução                            |
| --------- | ------------------------- | ----------------------------------- |
| rai'i     | Ma'ape te peo rai'i?      | Aonde é que vocês foram?            |
| ikue      | Wyrasi¿y pe je 'ari ikue. | Nasci na região do Rio Teles Pires. |
| ko        | 'Y pe je oì ko.           | Fui ao rio [hoje].                  |

### Aspecto do verbo
Os aspectos em kawaiwete ocorrem logo após o verbo principal, de modo geral. Seus indicadores concordam com a pessoa do verbo principal.
| Aspecto     | Descrição                                  | Afixo | Exemplo           | Tradução do exemplo          |
| ----------- | ------------------------------------------ | ----- | ----------------- | ---------------------------- |
| progressivo | movimento                                  | -ko   | Ajemi'watjetekoù. | Estou comendo, em movimento. |
| completivo  | totalidade                                 | -pap  | Ikutukapap.       | Estava todo cheio de furos.  |
| irreal      | mentira, fingimento                        | -'me  | Ekaa'me.          | Ele fingiu procurar.         |
| inadequado  | situação inapropriada, evento fora de hora | -aip  | Amanũaip.         | Eu desmaiei.                 |
| aumentativo | grande intensidade, grande quantidade      | -uu   | Ojemi'waruu 'gã   | Ele comeu muito.             |

Também, alguns verbos indicam o aspecto do verbo principal, quando são usados como auxiliares. 
| Verbo | Descrição                   | Exemplo              | Tradução do exemplo                                      |
| ----- | --------------------------- | -------------------- | -------------------------------------------------------- |
| -'am  | em pé                       | Oporogyta je te'ama. | Estou conversando em pé.                                 |
| -'ỹì  | sentado / apenas uma pessoa | Aset je te'ỹìna.     | Estou dormindo sentado.                                  |
| up    | deitado / muitas pessoas    | Peporogyta pejejupa. | Vocês conversam deitados. / Vocês conversam, espalhados. |

### Ordem da frase
De modo geral, a ordem se mantém como objeto-sujeito-verbo.
- Na forma declarativa, quando o sujeito é um substantivo, não há indicador de pessoa no verbo, porquanto o objeto aparece antes dele. Assim, o substantivo acontece previamente.
- Em orações negativas, o verbo ocorre primeiramente. Se o objeto for um substantivo, ele aparecerá depois do sujeito.
- Na forma narrativa e na forma de enfoque, o objeto vem enquanto prefixo do verbo.
- Na forma narrativa, se o sujeito for substantivo, ele ocorrerá primeiro, antes do verbo.

| Exemplo                | Ordem                | Tradução                    | Transliteração           | Observação |
| ---------------------- | -------------------- | --------------------------- | ------------------------ | --- |
| Miara je ajuka ko.     | objeto-sujeito-verbo | Matei uma onça hoje.        | onça eu matei hoje       | Ordem direta. Oração na forma declarativa. |
| Jey ẽẽ 'g̃a mojemi'wat. | sujeito-objeto-verbo | Minha mãe deu comida a ele. | minha=mãe ele deu=comida | Como o objeto é um pronome e o sujeito é um substantivo, o sujeito precede o objeto. Oração na forma declarativa.                                           |
| Najukaì je 'miara.     | verbo-sujeito-objeto | Não matei a onça.           | Não=matei eu onça        | Como a oração é negativa, o verbo ocupa a primeira posição. Como o objeto é um substantivo, ele se encontra na última posição. Oração na forma declarativa. |
| Je nupã 'g̃a.           | objeto-verbo-sujeito | Ele me bateu.               | eu bater ele             | A oração, que se encontra na forma narrativa, tem o objeto anteposto ao verbo e o sujeito, um pronome, posposto.                                            |

Também, alguns verbos indicam o aspecto do verbo principal, quando são usados como auxiliares. 
| Verbo | Descrição                   | Exemplo              | Tradução do exemplo                                      |
| ----- | --------------------------- | -------------------- | -------------------------------------------------------- |
| -'am  | em pé                       | Oporogyta je te'ama. | Estou conversando em pé.                                 |
| -'ỹì  | sentado / apenas uma pessoa | Aset je te'ỹìna.     | Estou dormindo sentado.                                  |
| up    | deitado / muitas pessoas    | Peporogyta pejejupa. | Vocês conversam deitados. / Vocês conversam, espalhados. |

## Vocabulário
Alguns nomes de plantas segundo Grünberg:
| kaiabi       | português        | espécie                                | família        |
| ------------ | ---------------- | -------------------------------------- | -------------- |
| amyneju      | algodão          | Gossypium barbadense                   | Malvaceae      |
| awasi        | milho            | Zea mays                               | Poaceae        |
| jetyk        | batata doce      | Ipomoea batatas                        | Convolvulaceae |
| ka’ra        | cará             | Dioscorea spp.                         | Dioscoreaceae  |
| kumanai’i    | feijão           | Phaseolus vulgaris e Vigna unguiculata | Papilionaceae  |
| kumanauu     | fava             | Phaseolus lunatus                      | Papilionaceae  |
| kumarataia   | curcuma, açafrão | Curcuma domestica                      | Zingiberaceae  |
| mukajyp      | carauá           | Neoglaziovia spp.                      | Bromeliaceae   |
| maniyp       | mandiocas        | Manihot esculenta                      | Euphorbiaceae  |
| monowi       | amendoim         | Arachis hypogaea                       | Papilionaceae  |
| muãtai’i     | gengibre         | Zingiber officinale                    | Zingiberaceae  |
| namu’a       | mangaritos       | Colocasia spp. e Xanthosoma spp.       | Araceae        |
| pytem        | tabaco           | Nicotiana tabacum                      | Solanaceae     |
| tamituaran   | calatea          | Calathea sp.                           | Marantaceae    |
| urucu        | urucum           | Bixa orellana                          | Bixaceae       |
| uruewypy     | araruta          | Maranta arundinacea                    | Marantaceae    |
| wuy’wa       | cana brava       | Gynerium sagittatum                    | Poaceae        |
| y’a          | cuias e cabaças  | Lagenaria siceraria                    | Cucurbitaceae  |
| ykyj         | pimenta          | Capsicum spp.                          | Solanaceae     |
| arusi        | arroz            | Oryza sativa                           | Poaceae        |
| juparaparauu | abacaxi          | Ananas comosus                         | Bromeliaceae   |
| kana         | cana de açúcar   | Saccharum spp.                         | Poaceae        |
| kuirua’uu    | abóbora          | Cucurbita spp.                         | Cucurbitaceae  |
| maniatata    | macaxeira        | Manihot esculenta                      | Euphorbiaceae  |
| menãsi       | melancia         | Citrullus lanatus                      | Cucurbitaceae  |
| mõmõ         | mamão            | Carica papaya                          | Caricaceae     |
| pakua        | banana           | Musa spp.                              | Musaceae       |

### Texto em kawaiwete com tradução[45]
| Kwaruu kyna mena ikue, anuruka ekoetee ikue. Omanũmũ ekoetee ikue. A'eramũ wata enune kyna rerawau pe rupi. "Jereposi ay pa je nũ." "Ere irukwe. Siroo ene imỹìna 'jaù 'i. A'ere terejor e'apa ejupa 'jaù 'i,", 'jaù kyna upe ikue. A'ere "u'ia teremono 'jaú. Ekwap pananowa mu rerua ẽẽ upe, Kag̃ai'wi. Ekwap. Pananowa ekwap amu rerua ejarỹìa upe. U'i monoù 'awamũ ẽẽ upe", 'jaù Pasi'ywuu kĩã upe, Kag̃ai'wi kĩã upe. "Nai'i. Oo je amu rerua tamẽjẽ 'i." A'erauwe kĩã awau jupe. "Pe rupi je ẽẽ rerooì. Pe rupi 'ũìre ẽẽ tomono 'jaù 'i", 'jaù ikue A'erauwe kĩã awau pananowa piaramũ. Erua kĩã. "Kweramũ, Waip "Kweramũ, Waip "Oo je te'ỹìna pe rupi ra'ne." Nãn kyna ojewi inurug̃aukat erekoù. Poromũ ikue. A'eramũ erawau. 'Ua. Perupiwarera kyna rerua. "Ko je oì tekoù teataù 'we" 'jaù. "Eira je ojor ekaa tekoù 'we", 'jaù kyna upe. "Ere ewau." Pãjẽ kyna a'eramũ. Nãn kyna futar ojeaapa jupe. Ijukaù imanuruka ojewi ikue. A'eramũ awau. Awau nipo ipirapewy pype 'yrypapawera rupi. Awau. Peu ojewya. A'eramũ wã kweramũ 'ua okoù nũ. Pe rupi 'ua opoa nũ. 'Ua pe pe opoa. Pe rupi opoa po. Awau ko eme'ype. Nipo wã 'apo wã ipyyka rakue. to'oky Ajai'ywaypy are erekoù imawawaka. Wy reko'woka jui. Teikwarafa'i pype imog̃yaù. O wy mog̃yaù teikwarafa'i pype. Poje u'ywa mopoka. U'ywa mopoka bu ta eumera te. A'ere nipo wã te imopogi rakue. "Miara ipo 'ur upisika 'ũ", 'jaù wã jupe ikue, ywymi'nywipe, orojupawipe ikue peu jemype'i orojupawipe ikue. Ofereteramũ ekowiarera kĩã 'ua. "Ku'jywa ipo ifu jã'nũ 'we. Miara ipo wupisik jã'nũ 'we. 'Ua jã'nũ 'we", 'jaù wã jupe. "Oo je esaka 'we." A'ere nipo a'e kĩã ruri 'ype 'arimũ. Ma'ja katu imopyamãù. "Miara je mujãn 'we. Kweramũ kĩã monoù. Miara je mujãn 'we. Miara je mujãn ete 'we." "Ko pe pa je oì esaka nũ, kwy, 'yywyri nũ kwy. 'Aù toko miara ko nũ. Je mujãni ko nũ", 'jaù kĩã ikue. A'erauwe "Ko pe te futa jane oì nũ'ũ." Wã 'ua. 'Ua u'ywa mopoka. buu ta A'erauwe "'Aù ipo erekoì ra'e 'we." buu si "Peu aipo teni ra'e 'ũ." A'eramũ kweramũ 'ua ko pyterimũ pea ko pype. 'Ua pea ko pype. 'Ua owaẽma jupe. Ipyykara wã imojekyìta jui. Nerawy'ak. "Ma'ja katu te 'g̃a wereko ra'e 'we?" A'erauwe nipo a'e rakue "Amanũ je 'we", We we woramu ete wã nupe. "Amanũ je 'we. Amanũ je 'we." A'eramũ wã eumerete iupia. Ipy'a'ny'nygerarete erawau. 'Ywatãtã 'ua 'upa jepi nũ. A'e 'arimũ wã erawau rakue. bo 'a ipiro'ysag̃ to. A'eramũ wã erawau ojasi'ywa 'arimũ tata monoka 'jawe erekoù. "'G̃a ruya ojeko'wok 'g̃a wi ra'e 'we. 'G̃a ruya ojeko'wok 'g̃a wi ra'e 'we." A'eramũ kĩã 'ua. Je mena kĩã 'ua. Ku'jywa, Ku'akasig̃a 'ua. "Erejot 'g̃a resaka 'we", 'jaù kĩã eumera upe. "Erejot 'g̃a resaka 'we." A'e pe je ra'yra kĩã niapoì. A'eramũ kĩã oro'yramũ. A'eramũ tejore'ema esaka. "Ere ewau esaka 'we, kĩã resaka 'we. Nojeowereteì je. Iro'y te'ã kĩã", 'jaù je kĩã upe, 'jaù je kĩã upe ikue. 'Ua kĩã 'ua wã ofe'riramu. Okoreme'ywipe wã eroo ramũ rakue. Kĩã ojewya etewe. Awau kĩã. "Po te kĩã? Po te Pyterera kĩã?" "Naani. Omanũ ra'e", 'jaù: kĩã, 'jaù kĩã awau 'ũìna. "Te'ũ jane 'wyriara manũì", 'jaù wã jupe. Tejua esaka. Tejua esaka. "Omanũ nipo ra'e kĩ'ĩ", 'jaù je kĩã upe, Ku'akasig̃a upe. A'eramũ je tejua esaka ti. 'O'o'o'i sipo nũ pa. A'e iwy'ara imosinig̃a. Ikag̃er ate 'jaù ikue. A'eramũ ore erawau kaaruwauwe. "Siroo ityma peu 'jaù", 'jaù wã jupe ikue. A'eramũ ore erawau ypõ'õ me peu jemype. A'erauwe awuwua si ho. "Iky'rama'e 'jawe", 'jaù ore ikue. Ypytunimũwe te wã omono ityma. imãù mãù maùna wã ikue. Ta ypytunimũ futar ityma. Ai'iwe oroia jui, 'jaù ikue. Imirekofera kyna okoù. "Awỹìa te te je reroo 'y pe? Akyje pa je nũ", 'jaù kyna ikue, imirekofera kyna Kwaruu kyna ikue. | O marido de Kwaruu morreu à toa. Antes de ir caçar ele levou Kwaruu no caminho. Ela tinha dito que queria defecar e por isso ele disse que ia levá-la no caminho antes de sair. "Depois você vai fazer farinha", ele disse para ela. Ele mandou Kag̃ai'wi buscar umas folhas de bananeira para sua avó pois, ela ia precisar delas para a confecção de farinha. Kag̃ai'wi disse que ia, e trouxe as folhas. "Aqui estão as folhas, Velha. Venha fazer a farinha." Assim, ela deixou-o morrer. Eles foram pelo caminho e voltaram. Ele disse para ela: "Vou procurar mel." "Pode ir." Kwaruu, sendo feiticeira, jogou uma praga nele e assim matou-o. Ele foi indo, ao longo do leito seco do córrego. De lá ele retornou. Por aí os espíritos maus se apressaram e apareceram no caminho na beira da roça. Eles o agarraram na beira do seringal e sacudiram-no, derramando-lhe o sangue, que foi posto num caneco da seringa. De repente (os que ficaram na aldeia ouviram) o barulho duma espingarda sendo detonada. Vai ver que foram os espíritos que a detonaram pois ele estava como morto. Os que estavam na aldeia, aquela aldeia antiga no lugar liso, disseram uns aos outros: "Uma onça o está seguindo". Devagarzinho o sobrinho dele veio. "O velho está atirando. Vai ver que uma onça o está seguindo. Vou ver." Ele retornou e subiu num jirau, dizendo que uma onça o estava seguindo. (Ouvindo isto, uma outra pessoa) disse: "Vamos por aqui." Eles foram, detonando uma espingarda e encontraram o velho, afugentando os que o tinham pegado. Havia muita catinga. "Que será que ele tem?", eles disseram entre si. O velho, falando bem devagarzinho, disse: "Estou morrendo, estou morrendo". Eles o carregaram e o coração dele batia bem fraquinho. Encontrando um pau caído, eles o colocaram ali (para descansarem). Assim ele morreu. Eles o carregaram no ombro como se fosse lenha. Depois (de ouvir a história) meu marido foi ver. "Você vai ver", ele me disse, mas eu não quis ir, pois meu filho estava com febre. Por isso não fui com ele. Ele foi e encontrou os outros, carregando o cadáver na beira da roça. Quando ele voltou, perguntei, "Pyterera está bem?" Mas ele respondeu: "Não. Ele morreu mesmo. Nosso capitão morreu". Depois eu também fui ver o defunto. Ele [o defunto] era sempre bem magro. Ele era um que sempre foi atrás das mulheres e por isso ficou magro. Ele era só osso. Nós levamos o cadáver para enterrá-lo. Levamo-lo para uma ilha, rio abaixo. Logo, logo ele inchou. "Parece que era uma pessoa gorda", dissemos entre nós. Tão logo escureceu, eles o levaram para enterrar. [Os espíritos] o tinham enegrecido. Nós o enterramos de noite e no dia seguinte saímos dali. A viúva dele ficou dizendo assim: "Quem vai me levar até o rio? Estou com medo". |

## Menções
A Olimpíada Brasileira de Linguística tematizou a língua kawaiwete na terceira questão da prova da terceira fase, na edição Mascate, aplicada em 2022.